# История почты и почтовых марок Вануату
История почты и почтовых марок Вануату (прежнее название — Новые Гебриды), архипелага в южной части Тихого океана со столицей в Порт-Виле, охватывает период англо-французского кондоминиума (совладения) Новых Гебрид (1906—1980) и период после создания независимого государства Вануату (с 30 июня 1980 года). Вануату эмитирует собственные почтовые марки с 1980 года, а с 1982 года является членом Всемирного почтового союза (ВПС). Современным почтовым оператором страны является Vanuatu Post («Почта Вануату»).

## Развитие почты
До 1888 года у архипелага не было регулярной связи ни с Австралией, ни с другими тихоокеанскими колониями. В 1888 году была открыта линия снабжения между Новыми Гебридами и Сиднеем, откуда была налажена связь как англичан, так и французов с Европой. Для оплаты пересылки корреспонденции использовались почтовые марки Нового Южного Уэльса и изредка — Франции. Марки гасились почтовыми штемпелями либо Сиднея, либо Нумеи.
В 1889 году открылось почтовое агентство Нового Южного Уэльса на острове Анейтьюме, но проработало оно недолго. В 1892 году почтовые отправления стали направляться через Порт-Вилу, при этом использовался соответствующий почтовый штемпель.
В том же году истёк срок действия договора на перевозку почты в Австралию, и впоследствии почтовая связь перешла в ведение «Австралазийской Ново-Гебридской компании» (Australasian New Hebrides Company) и её французского контрагента. Однако эти компании, выпустившие собственные почтовые марки[≡], вскоре были ликвидированы по причине их неплатежеспособности. В 1903 и 1905 годах открылись почтовые агентства Новой Каледонии. Почтовые марки Нового Южного Уэльса и Новой Каледонии оставались в обращении до учреждения почтовой службы кондоминиума в октябре 1908 года, вскоре после чего прежние почтовые агентства были закрыты.
Борьба за независимость в 1970-е годы привела к небольшому восстанию, при этом некоторые острова объявили о своей независимости. Хотя это и привело к перебоям с доставкой почтовых отправлений, никакие специальные почтовые марки не выпускались, а восстание подавили совместные франко-британские войска. 30 июня 1980 года была провозглашена независимость архипелага, новое государство получило название Вануату. Вступление независимого государства Вануату в ВПС состоялось 16 июля 1982 года.

## Выпуски почтовых марок

### Кондоминиум
Одним из результатов договоренности о кондоминиуме двух колониальных держав — Великобритании и Франции — стал выпуск обоими государствами собственных почтовых марок для этих островов, хотя ближе к прекращению действия кондоминиума эмитировались совместные выпуски с аббревиатурами «ER» («Elizabeth Regina» — «Королева Елизавета») для Великобритании и «RF» («République Française» — «Французская Республика») для Франции.

#### Британские выпуски
Первые британские выпуски, в 1908 и 1910 году, были изготовлены посредством надпечатки на почтовых марках Фиджи текста англ. «NEW HEBRIDES / CONDOMINIUM» («НОВЫЕ ГЕБРИДЫ / КОНДОМИНИУМ»). За ними в 1911 году последовал совместный выпуск с французскими властями с надписью «NEW HEBRIDES» («НОВЫЕ ГЕБРИДЫ») и рисунком с государственными гербами Франции и Великобритании.

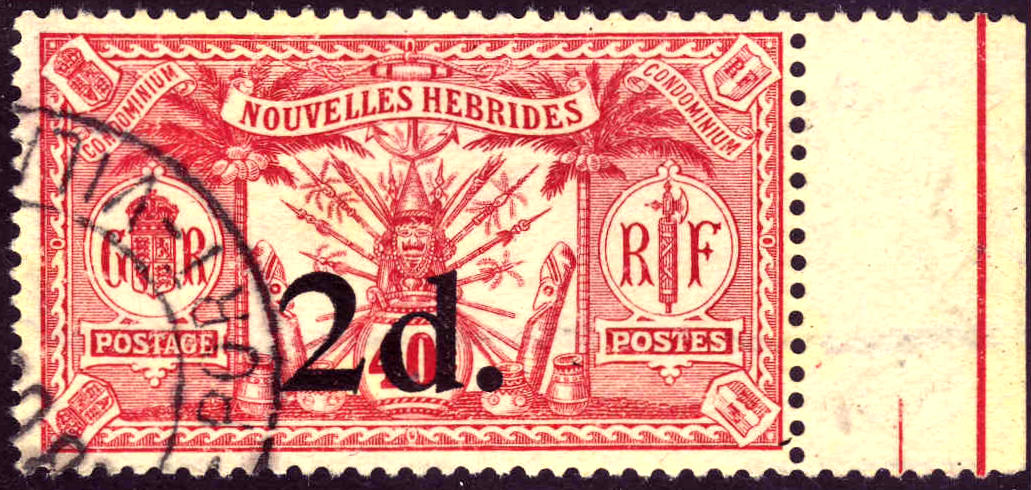
Марка Новых Гебрид с надпечаткой нового номинала «2d.» («2 пенса»; 1920)

Эти марки оставались в обращении несколько лет, но по мере истощения запасов в 1920 году на почтовых марках менее популярных номиналов пришлось сделать надпечатку новых номиналов «1d.» («1 пенни») и «2d.» («2 пенса»). В следующем году появились новые почтовые марки, выполненные в другом цвете, но уже в 1924 году снова понадобились надпечатки новых номиналов.
В 1925 году вышел ещё один совместный выпуск почтовых марок девяти номиналов, аналогичный почтовым маркам 1911 года, но в этот раз обозначения пенсов и сантимов стояли на одной и той же марке. У британского варианта обозначение пенсов (или шиллингов) было справа, и он был напечатан на бумаге с водяными знаками в виде множества корон и букв CA (от «Crown Agents» — «Агенты короны»). У французского варианта сантимы были слева, была надпись фр. «NOUVELLES HEBRIDES» («НОВЫЕ ГЕБРИДЫ»), и он был напечатан на бумаге с водяным знаком «R F» (сокращённо — «Французская Республика»); во всём же остальном они выглядели идентичными.
Схема с двойными обозначениями валют нарушилась, когда курс французского франка упал, и в отношении следующего выпуска почтовых марок, в 1938 году, обе администрации упростили себе задачу, прибегнув к одной и той же денежной единице — золотым франкам. На всех 12 номиналах выпуска 1938 года был помещён один и тот же рисунок — «вид пляжа», изображающий хижины, пальмы, каноэ и вулкан на заднем плане. На марках были надписи: англ. «NEW HEBRIDES» («НОВЫЕ ГЕБРИДЫ») вверху и «CONDOMINIUM» («КОНДОМИНИУМ») внизу.
В 1949 году вышел типовой выпуск Содружества, посвящённый 75-летию ВПС, который стал первым изданием памятных марок от имени Новых Гебрид.
В 1953 году был сделан стандартный выпуск. Почтовая марка, посвящённая коронации королевы Великобритании, вышла только с надписями на английском языке.
В 1956 году была выпущена серия из марок четырёх номиналов в ознаменование 50-летия кондоминиума, в 1957 году в почтовом обращении появилась ещё одна серия стандартных марок. Последующие выпуски представляли собой в основном обычные марочные издания для стран Британского Содружества.
Начиная с 1967 года выходили характерные только для Новых Гебрид выпуски почтовых марок. Например, в 1969 году здесь в обращение поступила серия из трёх марок, посвящённая уникальным соревнованиям жителей одного из островов Новых Гебрид — Пентекоста. На марках были запечатлены экзотические пентекостские прыжки с вышки на лианах, привязанных к ступням. К выпуску этих марок был также приурочен конверт первого дня.
Первый почтовый блок был эмитирован в 1979 году.
С 1925 года по 1957 год на Новых Гибридах выпускались доплатные марки.

#### Французские выпуски
Первыми французскими выпусками, также появившимися в 1908 и 1910 годах, были надпечатки на почтовых марках французской колонии Новая Каледония, причём в 1908 году надпись была только фр. «NOUVELLES HEBRIDES» («НОВЫЕ ГЕБРИДЫ»), а в 1910 году добавилось слово «CONDOMINIUM» («КОНДОМИНИУМ»). Совместный выпуск 1911 года с обозначением номиналов в сантимах вначале печатался на британской бумаге, а потом в 1912 году — на французской бумаге с водяным знаком «R F». Как и в случае с британскими провизориями, в 1920 году возникла необходимость в провизориях с надпечаткой нового номинала.
Французские выпуски 1925 года и 1938 года были аналогичны британским, но в 1941 году на почтовых марках 1938 года была сделана надпечатка текста «France Libre» («Свободная Франция»), отразившая переход власти от режима Виши к Сражающейся Франции.
Послевоенные выпуски в целом соответствовали британским выпускам, при этом основное отличие заключалось в надписях на французском языке.

### Вануату
Первые почтовые марки с новым названием государства были выпущены в июле 1980 года после провозглашения независимости. Первые выпуски традиционно вышли в двух вариантах, с надписями либо на английском, либо на французском языке, но уже с ноября 1980 года почтовые марки Вануату выпускаются только с надписью на английском языке: англ. «Vanuatu» («Вануату»).

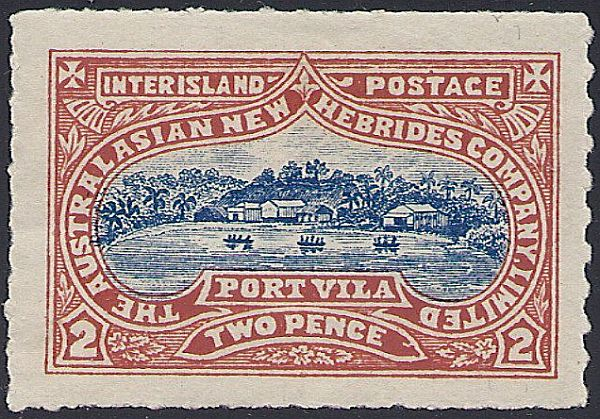
Марка «Австралазийской Ново-Гебридской компании» номиналом в 2 пенса (1897)

## Местный выпуск[^]
В 1897 году «Австралазийская Ново-Гебридская компания» учредила местную почту для доставки корреспонденции между островами, для которой были выпущены две марки местной почты оригинального дизайна. На марках надписи: «Interisland postage» («Почтовый сбор межостровной связи»), «The Australasian New Hebrides company» («Австралазийская Ново-Гебридская компания»).
Почта оказалась неудачным предприятием, и оставшийся запас почтовых марок был позднее продан филателистическим дилерам.

## Каталогизация
В английских каталогах «Стэнли Гиббонс» почтовые выпуски Вануату помещены в «красных» томах для марок Великобритании и Содружества наций:

Каталог «Стэнли Гиббонс» (красный, 2001) для Великобритании и Содружества, на обложке которого внизу можно увидеть марку Вануату 1999 года с изображением многоцветных лорикетов и номиналом в 107 вату